# Cacimba de Areia
Cacimba de Areia là một đô thị thuộc bang Paraíba, Brasil. Đô thị này có diện tích 233,037 km², dân số năm 2007 là 3804 người, mật độ 16,3 người/km².